# Liquid Tension Experiment 2
Liquid Tension Experiment 2  — второй студийный альбомом
супергруппы Liquid Tension Experiment, вышедший в июне 1999 года на лейбле Magna Carta.

## Об альбоме
Треки диска в большинстве своём импровизации. В альбоме не используется вокал.
Композиция «When The Water Breaks» получила своё название из-за того, что когда Джон Петруччи записывал центральную секцию, к нему пришло известие, что у его жены отходят воды. В том месте, которое он записывал в тот момент, была вставлена запись крика младенца. В комментариях к альбому Джон Петруччи сказал, что композиция «Hourglass» была составлена и записана в предрассветные часы на старых струнах.

## Список композиций
| №  | Название                | Длительность |
| -- | ----------------------- | ------------ |
| 1. | «Acid Rain»             | 6:36         |
| 2. | «Biaxident»             | 7:40         |
| 3. | «914»                   | 4:01         |
| 4. | «Another Dimension»     | 9:50         |
| 5. | «When The Water Breaks» | 16:58        |
| 6. | «Chewbacca»             | 13:35        |
| 7. | «Liquid Dreams»         | 10:48        |
| 8. | «Hourglass»             | 4:25         |

## Участники записи
- Джон Петруччи — гитара
- Майк Портной — ударные, перкуссионные
- Тони Левин — бас-гитара, Chapman Stick
- Джордан Рудесс — клавишные